# Tripsina
La tripsina è un enzima, appartenente alla classe delle idrolasi, che è in grado di ridurre le proteine a polipeptidi più piccoli o singoli aminoacidi che possono essere presenti nell'intestino: è pertanto un enzima fondamentale nella digestione delle proteine.

## Funzione biologica
La tripsina catalizza il taglio proteolitico con specificità per l'arginina e la lisina. Nel sito attivo presenta una sequenza specifica che prende il nome di triade catalitica, ovvero Ser195-His57-Asp102. Questi residui amminoacidici, nonostante siano distanti nella struttura primaria, si trovano vicini nella struttura terziaria della proteina. Il substrato della tripsina è rappresentato da una proteina basica. Il pH ottimale per l'attività catalitica della tripsina è in un range tra 7 e 9; in realtà ha attività catalitica anche ad altri pH ma l'idrolisi mediata da tale proteasi, a pH differenti da quello ottimale, risulta più lenta.
È prodotta dal pancreas sotto forma di tripsinogeno inattivo, che viene quindi secreto nell'intestino tenue dove viene attivato e trasformato in tripsina per mezzo di un taglio proteolitico operato dall'enzima enteropeptidasi. La tripsina risultante, con lo stesso meccanismo di taglio proteolitico, è in grado di attivare altre molecole di tripsinogeno. Questo meccanismo di attivazione è comune a molte serin proteasi, ed è utile a prevenire l'autodigestione nel pancreas.
John Beard (1858-1924), docente all'università di Edimburgo, pubblica nel 1902 sulla rivista Lancet e poi nel 1911 una monografia completa sul ruolo della tripsina, chimotripsina ed altri enzimi (papaina, bromelina in studi recenti) quale prima difesa dell'organismo e l'iniezione di enzimi pancreatici nei malati come utile fattore nel trattamento del cancro , con risultati rivisti di recente come trattamento complementare e non alternativo ad altre terapie. Nel 1905, pubblica un articolo secondo il quale i trofoblasti invadono la parete uterina per formare la placenta e il cordone ombelicale, concludendo che se il pancreas della partoriente non produce abbastanza chimotripsina, i trofoblasti invadono il corpo della madre e del neonato, rendendoli per tutta la vita vulnerabili al cancro..

### Inibitori
Inibitori della tripsina e della chimotripsina sono presenti nei legumi (in particolare la pectina); nella soia, noti come inibitori della proteasi, eliminabili in buona parte con la cottura ad alte temperature; e nelle patate in cui la solanina è un Inibitore dell'acetilcolinesterasi e della tripsina, con azione ridotta e priva di rischi nell'uso comune.

## Uso in laboratorio
In laboratorio, viene utilizzata per staccare dalla piastra le cellule in coltura, che crescono per adesione. In primo luogo bisogna rimuovere il terreno di coltura residuo il quale contiene un inibitore della tripsina (alfa-1 antitripsina), poi lavare le cellule con soluzione salina e aggiungerci la tripsina che staccherà le cellule.
Optimum di pH 8.0 Specificità: Arg, Lys